# Incident in New Baghdad
Incident in New Baghdad é um documentário americano dirigido por James Spione, que retrata o ataque aéreo a Bagdá em 12 de julho de 2007. Como reconhecimento, foi nomeado ao Oscar 2012 na categoria de Melhor Documentário em Curta-metragem.